# Green Bay (town)
Green Bay (AFI /grin_ˈbeɪ/)  és un town al comtat de Brown a l'estat de Wisconsin dels Estats Units. Segons el cens del 2010 tenia una població de 2.035 habitants. La població és a diverses milles al nord-est de la ciutat de Green Bay. La comunitat no incorporada de Champion es troba al town, i les comunitats no incorporades de Dyckesville i New Franken s'hi troben parcialment.

## Geografia

Ubicació de la població respecte el comtat de Brown, Wisconsin

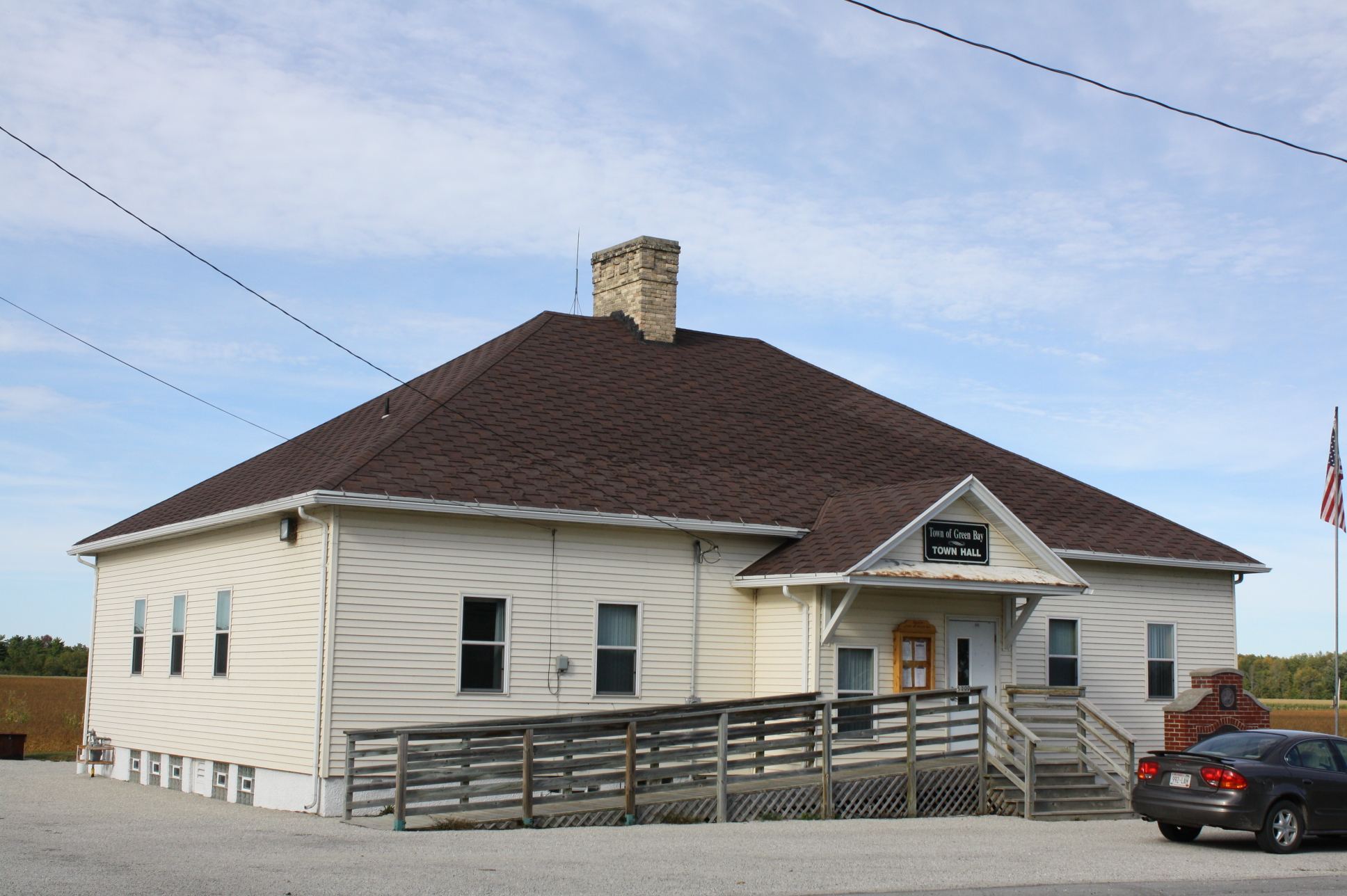
Ajuntament

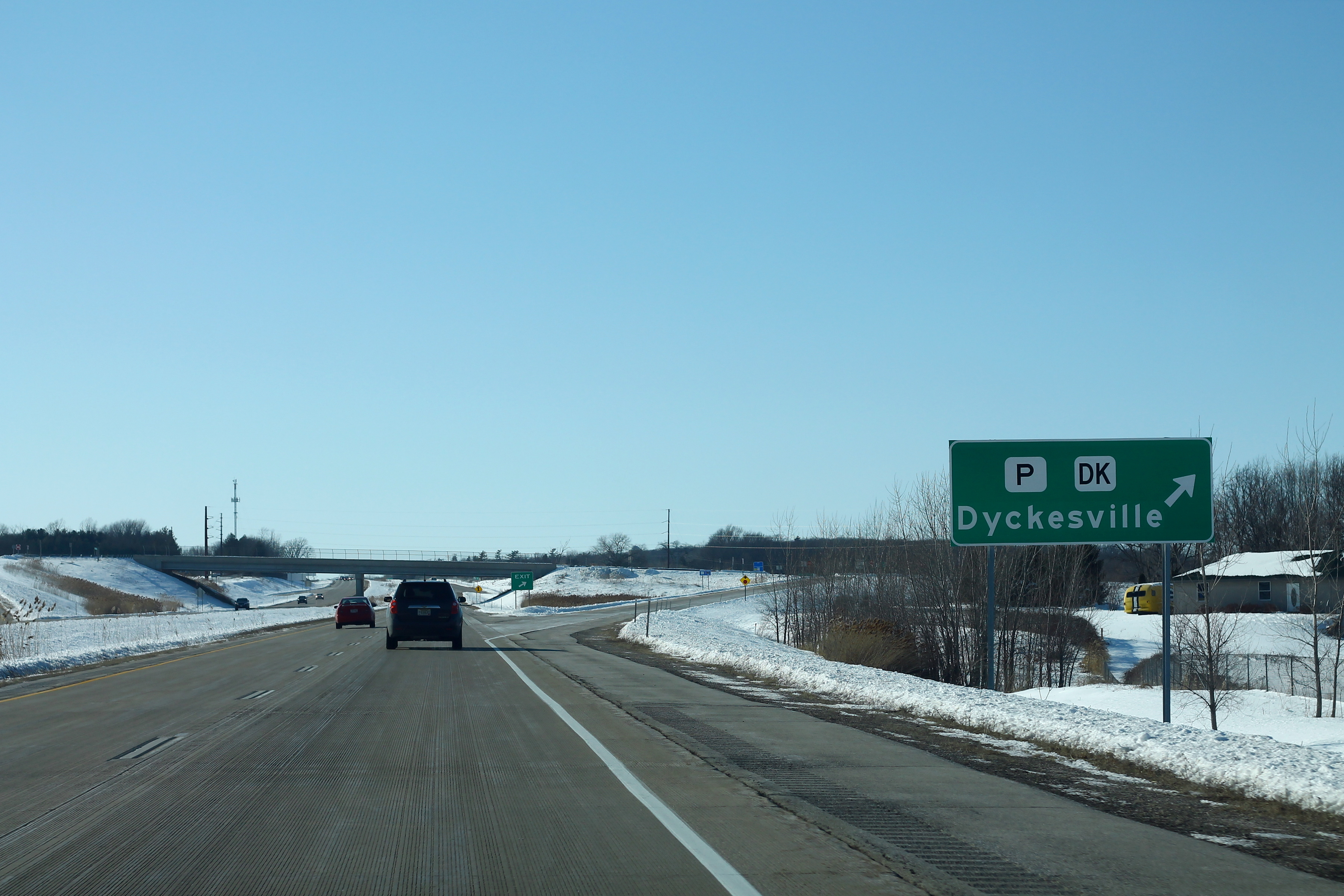
Sortida de Dyckesville i pas superior del comtat P a la carretera Wisconsin 57 al seu pas per la localitat

La localitat és a la riba sud de Green Bay, un braç del llac Michigan. La població és a 15 milles (24 km) al nord-est de la ciutat de Green Bay. La frontera oriental de la municipalitat coincideix amb la del comtat de Kewaunee.
Segons l'Oficina del Cens la població té una superfície de 30.8 milles quadrades (79.9 km2), de les quals 22.1 milles quadrades (57.3 km2)  son terra ferma i 8.8 milles quadrades (22.7 km2), un 28,38%, son cobertes per les aigües.

## Demografia
Segons el cens la localitat tenia 1.772 habitants, 600 habitatges, i 493 famílies, resultant una densitat de 80,1 habitants per milla quadrada (30,9/km 2). Hi havia 685 habitatges amb una densitat mitjana de 12,0 habitatges/km 2 (31,0 per milla quadrada). El perfil racial de la població era d'un 98,36% de blancs, un 0,06% de negres o afroamericans, un 0,23% de nadius americans, un 0,62% d'asiàtics, un 0,11% d'altres races i un 0,62% de dues o més races. Els hispans o llatins de qualsevol raça eren el 0,06% de la població.
Dels 600 habitatges en un 37,8% hi vivien nens de menys de 18 anys, en un 76,3% hi vivien parelles casades, en un 3,3% dones solteres i un 17,8% no eren unitats familiars. En el 13,8% dels habitatges només hi vivia una persona, el 4,2% de les quals corresponia a persones de 65 anys o més. De mitjana a cada habitatge hi vivien 2,87 persones, ascendint a 3,15 en el cas d'habitatges ocupats per famílies.
Per edats la població es repartia en les següents classes etàries: un 27% tenia menys de 18 anys, un 6,8% entre 18 i 24, un 31,3% entre 25 i 44, un 24,9% entre 45 i 60 i un 10% 65 anys o més. La mitjana d'edat era de 37 anys. Per cada 100 dones, hi havia 107,5 homes. Per cada 100 dones de 18 o més anys hi havia 108,2 homes.
La renda mediana per habitatge era de 60.172 $ i la renda mediana per família de 63.958 $. Els homes tenien una renda mediana de 38.300 $ mentre que les dones 25.156 $. La renda per capita de la població era de 22.928 $. Un 1,4% de les famílies i el 3,1% de la població estaven per davall del llindar de pobresa, entre ells l'1,4% dels menors de 18 anys i el 9,2% dels 65 o més.

Green Bay té la cinquena comunitat belga-americana més grossa dels Estats Units, per proporció de residents. Conté la comunitat no incorporada de Champion, el primer assentament de belgues de la zona. Originalment conegut com "Aux Premiers Belges", més tard s'anomenà "Robinsonville" i després "Champion".
1. Union, Comtat de Door, Wisconsin : 49%[4]
2. Red River, Wisconsin (comtat de Kewaunee): 47%[5]
3. Brussels, Wisconsin (comtat de Door): 36,4% (compost per "Comunitat de Brussel·les" i "Comunitat de Namur")[6]
4. Lincoln, comtat de Kewaunee, Wisconsin : 35,4%[7]
5. Green Bay, Wisconsin: 31,8%[8]

## Recreació
Bay Shore County Park es troba entre la carretera 57 i la costa de Green Bay. Diversos animals i rastres fòssils es conserven a les roques que hi ha prop del vaixell del parc, i les diferents capes de fòssils s'han diagramat detalladament.
- Rampa
- Camí
- Costa

## Habitants notables
- Benjamin Fontaine, legislador[11]